# Gafurżan Sujumbajew
Gafurżan Sabirżonowicz Sujumbajew (ros. Гафуржан Сабиржонович Суюмбаев; ur. 19 sierpnia 1990) – kazachski piłkarz grający na pozycji lewego obrońcy. Jest wychowankiem klubu Ordabasy Szymkent.

## Kariera klubowa
Swoją karierę piłkarską Sujumbajew rozpoczął w klubie Ordabasy Szymkent. W 2010 roku awansował do pierwszego zespołu. 22 czerwca 2010 zadebiutował w nim w Priemjer-Lidze w przegranym 0:2 wyjazdowym meczu z Tobyłem Kostanaj. W listopadzie 2011 zdobył z Ordabasy Puchar Kazachstanu (nie wystąpił w wygranym 1:0 finale z Tobyłem). W marcu 2012 sięgnął po Superpuchar Kazachstanu.
W lipcu 2013 roku Sujumbajew został wypożyczony do Irtyszu Pawłodar. Swój debiut w Irtyszu zanotował 7 lipca 2013 w wygranym 1:0 domowym meczu z FK Atyrau. W Irtyszu spędził pół roku.
| Sezon | Klub              | Kraj       | Rozgrywki     | Mecze | Gole |
| ----- | ----------------- | ---------- | ------------- | ----- | ---- |
| 2010  | Ordabasy Szymkent | Kazachstan | Priemjer-Liga | 15    | 0    |
| 2011  | Ordabasy Szymkent | Kazachstan | Priemjer-Liga | 16    | 0    |
| 2012  | Ordabasy Szymkent | Kazachstan | Priemjer-Liga | 14    | 1    |
| 2013  | Ordabasy Szymkent | Kazachstan | Priemjer-Liga | 7     | 0    |
| 2013  | Irtysz Pawłodar   | Kazachstan | Priemjer-Liga | 14    | 0    |
| 2014  | Ordabasy Szymkent | Kazachstan | Priemjer-Liga | 31    | 0    |
| 2015  | Ordabasy Szymkent | Kazachstan | Priemjer-Liga |       |      |

## Kariera reprezentacyjna
W reprezentacji Kazachstanu Sujumbajew zadebiutował 7 czerwca 2014 roku w przegranym 0:3 towarzyskim meczu z Węgrami, rozegranym w Budapeszcie, gdy w 46. minucie tego meczu zmienił Aleksandra Kislicyna.